# جنبش‌ها و ایدئولوژی‌های فمینیستی

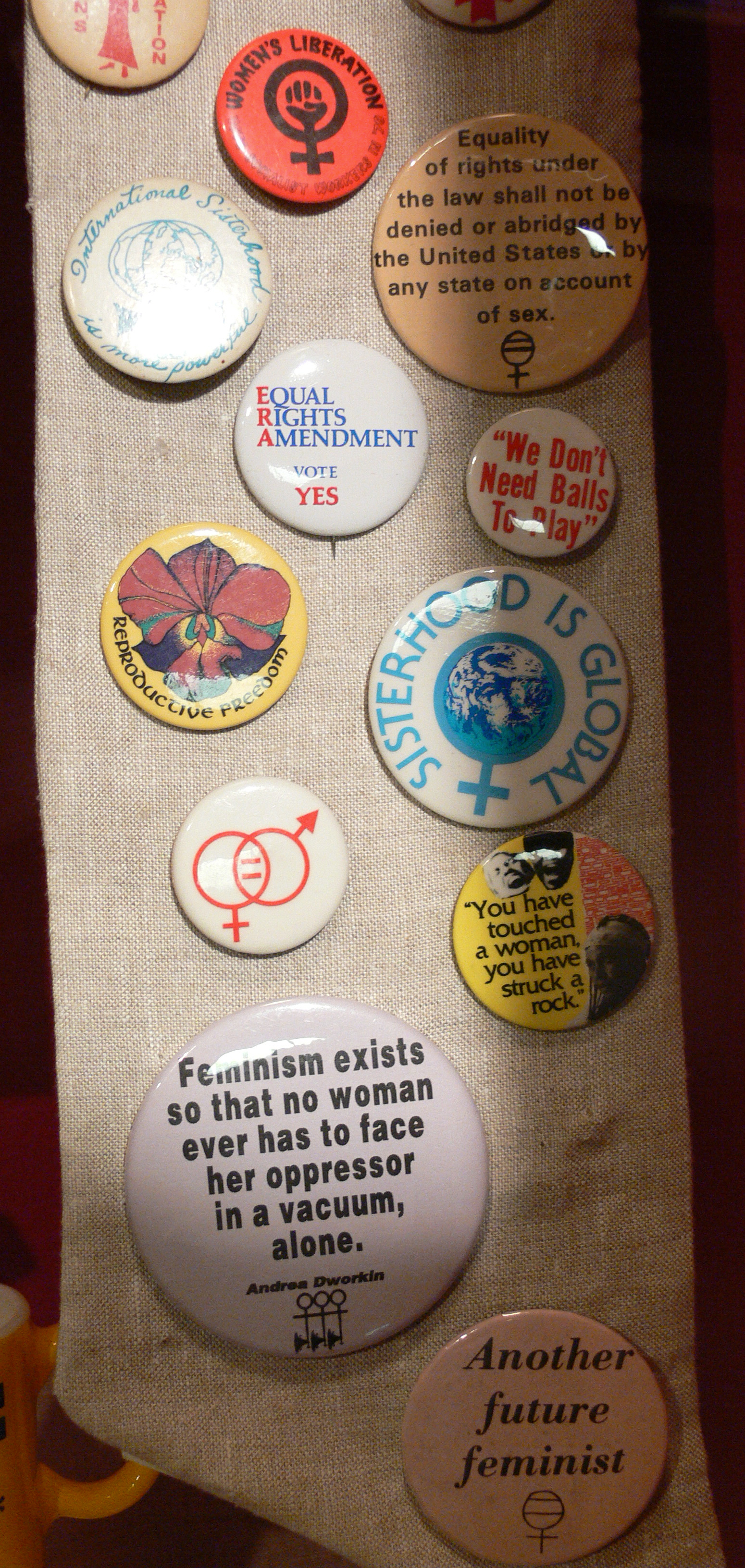
تصویری مجموعه از دکمه‌های فمینیستی موزه زنان برخی از پیام‌های جنبش‌های فمینیستی را نشان می‌دهد.

طی سالها جنبشها و ایدئولوژی‌های مختلف فمینیستی شکل گرفته‌است. آنها از نظر اهداف، استراتژی‌ها و وابستگی‌ها متفاوت هستند. آنها اغلب با هم همپوشانی دارند و برخی از فمینیست‌ها خود را با چندین شاخه از تفکر فمینیستی‌می‌شناسند.

## گروه‌بندی
به‌طور سنتی فمینیسم غالباً به سه سنت اصلی تقسیم می‌شود که معمولاً فمینیسم لیبرال، اصلاح طلب یا جریان اصلی، فمینیسم رادیکال و فمینیسم سوسیالیستی_مارکسیستی نامیده می‌شود، که بعضاً به عنوان مکتب سه تفکر اصلی فمینیستی شناخته می‌شوند. از اواخر قرن ۲۰ انواع مختلفی از فمینیسم نیز ظهور کرده‌است که برخی از آنها به عنوان شاخه‌های سه سنت اصلی دیده می‌شوند.
جودیت لوربر سه نوع گفتمان فمینیستی را از هم تفکیک می‌کند: فمینیسم اصلاح جنسیتی، فمینیسم مقاوم به جنسیت و فمینیسم انقلاب جنسیتی. در نوع‌شناسی او، فمینیسم‌های اصلاح جنسیتی با تأکید بر حقوق فردی، ریشه در فلسفه سیاسی لیبرالیسم دارند. فمینیسم‌های مقاوم در برابر جنسیت بر رفتارهای خاص و پویایی گروهی تمرکز می‌کنند که از طریق آن زنان حتی در خرده فرهنگ‌هایی که ادعا می‌کنند از برابری جنسیتی حمایت می‌کنند در موقعیت تبعی نگه داشته می‌شوند. فمینیسم‌های انقلاب جنسیتی از طریق تجزیه مفاهیم و مقوله‌های آن و تحلیل بازتولید فرهنگی نابرابری‌ها به دنبال برهم زدن نظم اجتماعی هستند.

## جنبش‌ها و ایدئولوژی‌ها

### جریان اصلی فمینیسم
جریان اصلی فمینیسم به عنوان یک اصطلاح کلی، ایدئولوژی‌ها و جنبش‌های فمینیستی را مشخص می‌کند که در رده‌های فمینیستی سوسیالیستی یا رادیکال قرار نمی‌گیرند. جریان اصلی جریان فمینیستی به‌طور سنتی بر اصلاحات سیاسی و حقوقی متمرکز بوده و ریشه در فمینیسم لیبرال موج اول قرن ۱۹ و اوایل قرن ۲۰ دارد. فمینیسم لیبرال به این مفهوم وسیع سنتی فمینیسم جریان اصلی، فمینیسم اصلاح طلب، فمینیسم برابری طلبانه یا از نظر تاریخی «فمینیسم بورژوازی» نیز خوانده می‌شود و یکی از مکتبهای «سه بزرگ» تفکر فمینیستی در کنار سوسیالیست و فمینیسم رادیکال
در چارچوب فمینیسم موج سوم و موج چهارم، امروزه این اصطلاح اغلب توسط مقاله نویسان و تحلیل گران فرهنگی در رابطه با حرکتی که توسط طرفداران مشهور مانند تیلور سوئیفت برای مخاطبان عام مطبوع ساخته شده‌است، استفاده می‌شود. فمینیسم جریان اصلی غالباً با تمسخر "فمینیسم سفید
این اصطلاح حاکی از آن است که فمینیستهای جریان اصلی برای تقاطع با نژاد، طبقه و جنسیت نمی‌جنگند.
بعضی از قسمت‌های موج سوم و چهارم موج جریان اصلی فمینیسم نیز از حال تجاری شدن متهم، و از تمرکز بر مسائل است که در کمتر منازعه است جهان غرب today، مانند مشارکت سیاسی زنان یا دسترسی به آموزش زنان. فمینیست‌های رادیکال گاهی فمینیست‌های جریان اصلی را به عنوان بخشی از «سیستم مرد سالاری» مورد انتقاد قرار می‌دهند. با این وجود، مهمترین نقاط عطف مبارزات فمینیستی - مانند حق رأی و حق تحصیل - عمدتاً در نتیجه کار جریان اصلی جریان فمینیستی ایجاد شد، که تأکید بر ایجاد حمایت گسترده از علل فمینیسم در زنان و مردان وجود دارد.

### آنارشیسم

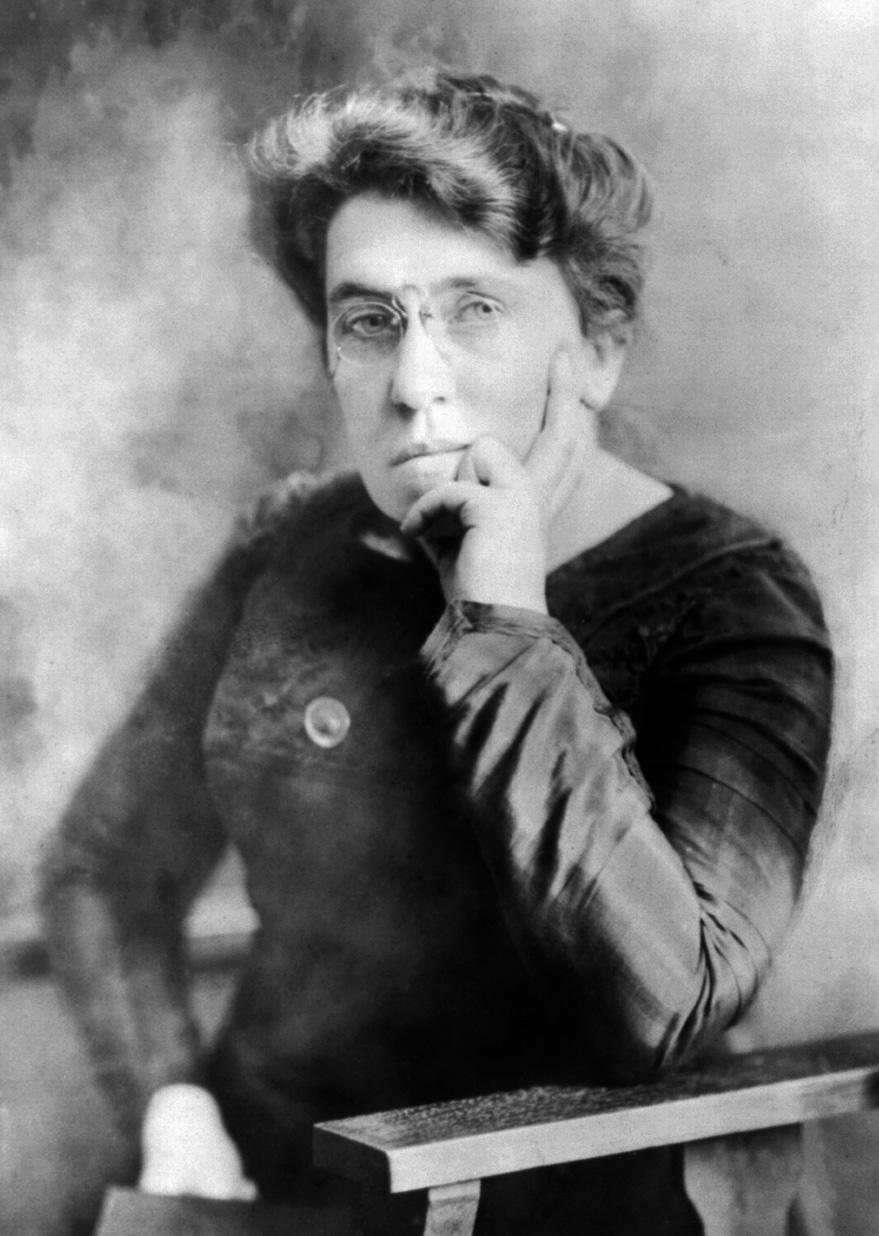
اما گلدمن، نویسنده و فعال پیشگام فمینیسم اقتدارگریز

فمینیسم اقتدارگریز (که به آن فمینیسم آنارشیست و آنارکو فمینیسم نیز گفته می‌شود) ترکیبی از آنارشیسم و فمینیسم است. به‌طور کلی مرد سالاری را مظهر سلسله مراتب غیرارادی می‌داند. فمینیست‌های آنارچا بر این باورند که مبارزه با مردسالاری بخش اساسی مبارزه طبقاتی و مبارزه آنارشیست علیه دولت است. در اصل، فلسفه مبارزه آنارشیستی را به عنوان یک جزء ضروری از مبارزه فمینیستی می‌داند و بالعکس. همان‌طور که سوزان براون می‌گوید، "همان‌طور که آنارشیسم یک فلسفه سیاسی است که با همه روابط قدرت مخالف است، ذاتاً فمینیستی است.
فمنیست‌های مهم این مکیتب شامل اما گلدمن، فدریکا مونتسنی، Voltairine de Cleyre Maria Lacerda de Moura و Lucy Parsons هستند. در جنگ داخلی اسپانیا، یک گروه فمینیسم اقتدارگریز، Mujeres Libres ("زنان آزاد")، وابسته به Federación Anarquista Ibérica، برای دفاع از عقاید آنارشیستی و فمینیستی سازماندهی شدند.

### زنان سیاه‌پوست

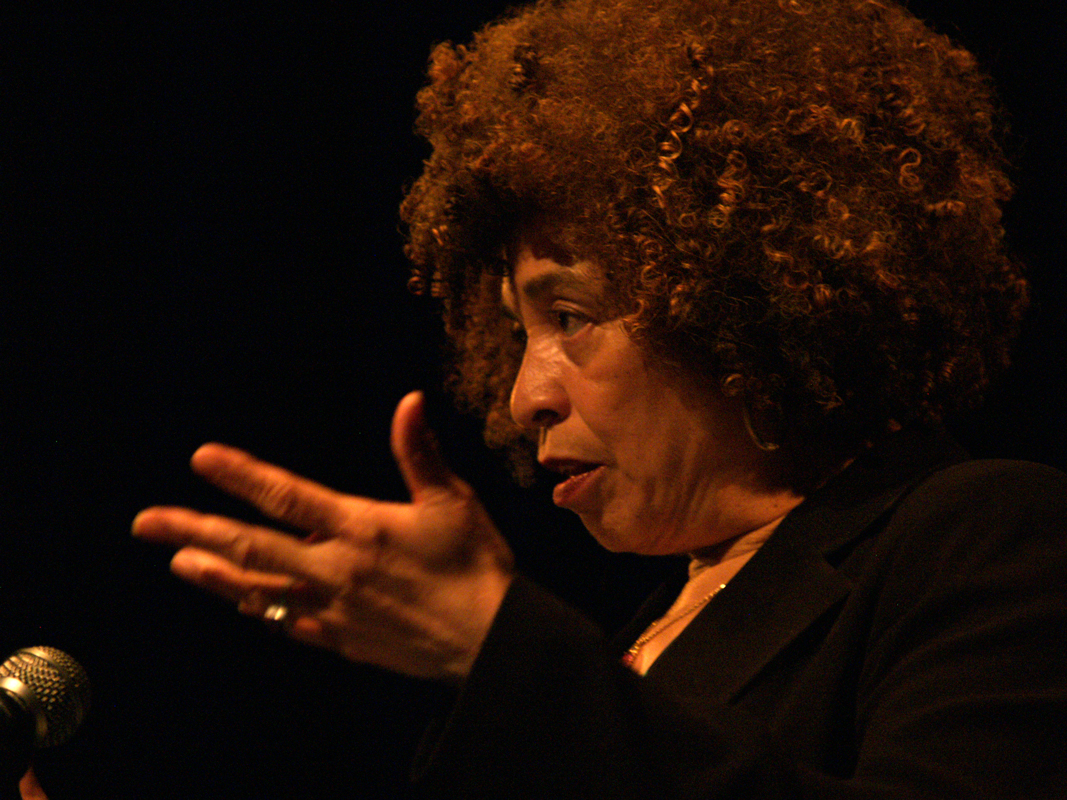
آنجلا دیویس در ۲۸ مارس ۲۰۰۶ در دانشگاه آلبرتا سخنرانی کرد

فمینیسم سیاه استدلال می‌کند که تبعیض جنسی، ستم طبقاتی و نژادپرستی به‌طور جدایی ناپذیری با هم پیوند دارند. اشکال فمینیسم که برای غلبه بر تبعیض جنسی و ستم طبقاتی تلاش می‌کنند اما نژاد را نادیده می‌گیرند می‌توانند از طریق تعصب نژادی علیه بسیاری از مردم، از جمله زنان، تبعیض قائل شوند. سازمان فمینیسم سیاه پوستان (NBFO) در سال ۱۹۷۳ توسط فلوریانس کندی، مارگارت اسلون و دوریس رایت تأسیس شد و طبق گفته رایت، بیش از هر سازمان دیگری در قرن حمله حمله جنسی به نژادپرستی را آغاز کرد. NBFO همچنین به الهام بخشیدن به تأسیس سازمان مستقر در بوستون، مجموعه جمعی رودخانه Combahee، در سال ۱۹۷۴ کمک کرد که نه تنها راه را برای فعالیت‌های ضد نژادپرستانه مهمی در بوستون طی این دهه هدایت کرد، بلکه همچنین طرحی را برای فمینیسم سیاهپوستان ارائه داد که هنوز هم یک چهارم باقی مانده‌است. قرن بعد در تعریف باربارا اسمیت، عضو Combahee، از فمینیسم که امروزه نیز به عنوان یک مدل باقی مانده‌است، آمده‌است که، فمینیسم نظریه و عمل سیاسی برای آزادی همه زنان است: زنان رنگین‌پوست، زنان طبقه کارگر، زنان فقیر، زنان دارای مشکل جسمی، لزبین، پیرزنان و همچنین زنان دگرجنسگرا از نظر اقتصادی از نظر اقتصادی سفیدپوست هستند. هر چیزی کمتر از این فمینیسم نیست، بلکه صرفاً خود بزرگ بینی زنانه است. مجموعه رودخانه Combahee در سال ۱۹۷۴ استدلال کرد که آزادی زنان سیاه‌پوست برای همه مردم آزادی به همراه دارد، زیرا این امر مستلزم پایان نژادپرستی، تبعیض جنسی و ستم طبقاتی است. یکی از نظریه‌های که از این جنبش خارج تکامل یافته بود. این جنبش پس از جنبش‌های اولیه فمینیستی که به‌طور خاص توسط زنان سفیدپوست هدایت می‌شدند، جنبش‌هایی از طبقه متوسط سفیدپوست بودند و به‌طور کلی ظلم و ستم بر اساس نژادپرستی و طبقه‌بندی را نادیده گرفته بودند. آلیس واکر و دیگر زنان زن اشاره کردند که زنان سیاه‌پوست ظلم متفاوت و شدیدتری را از زنان سفیدپوست تجربه می‌کنند.